# LUX 052
LUX 052 fue un evento de artes marciales mixtas producido por LUX Fight League, que se llevó a cabo el 16 de mayo de 2025 en el CODE Alcalde Dome de Guadalajara, Jalisco, México.

## Antecedentes
LUX 052 marcó el regreso de la promoción a Guadalajara desde LUX 042 en abril de 2024.
El evento estelar contó con una pelea por el Campeonato Interino de Peso Ligero de LUX entre Raúl Zaragoza y el ex campeón ligero Hugo Flores.
El evento coestelar contó con una pelea por el Campeonato de Peso Paja Femenino de LUX entre la campeona Andrea Vázquez y Dana García.

## Resultados
1. ↑  Por el Campeonato Interino de Peso Ligero de LUX
2. ↑  Por el Campeonato de Peso Paja Femenino de LUX